# Jasionowce (przystanek kolejowy)
Jasionowce (ukr. Ясенівці, ros. Ясеновцы) – przystanek kolejowy w miejscowości Jasionowce, w rejonie złoczowskim, w obwodzie lwowskim, na Ukrainie, przy drodze międzynarodowej M6.